# Geraldo

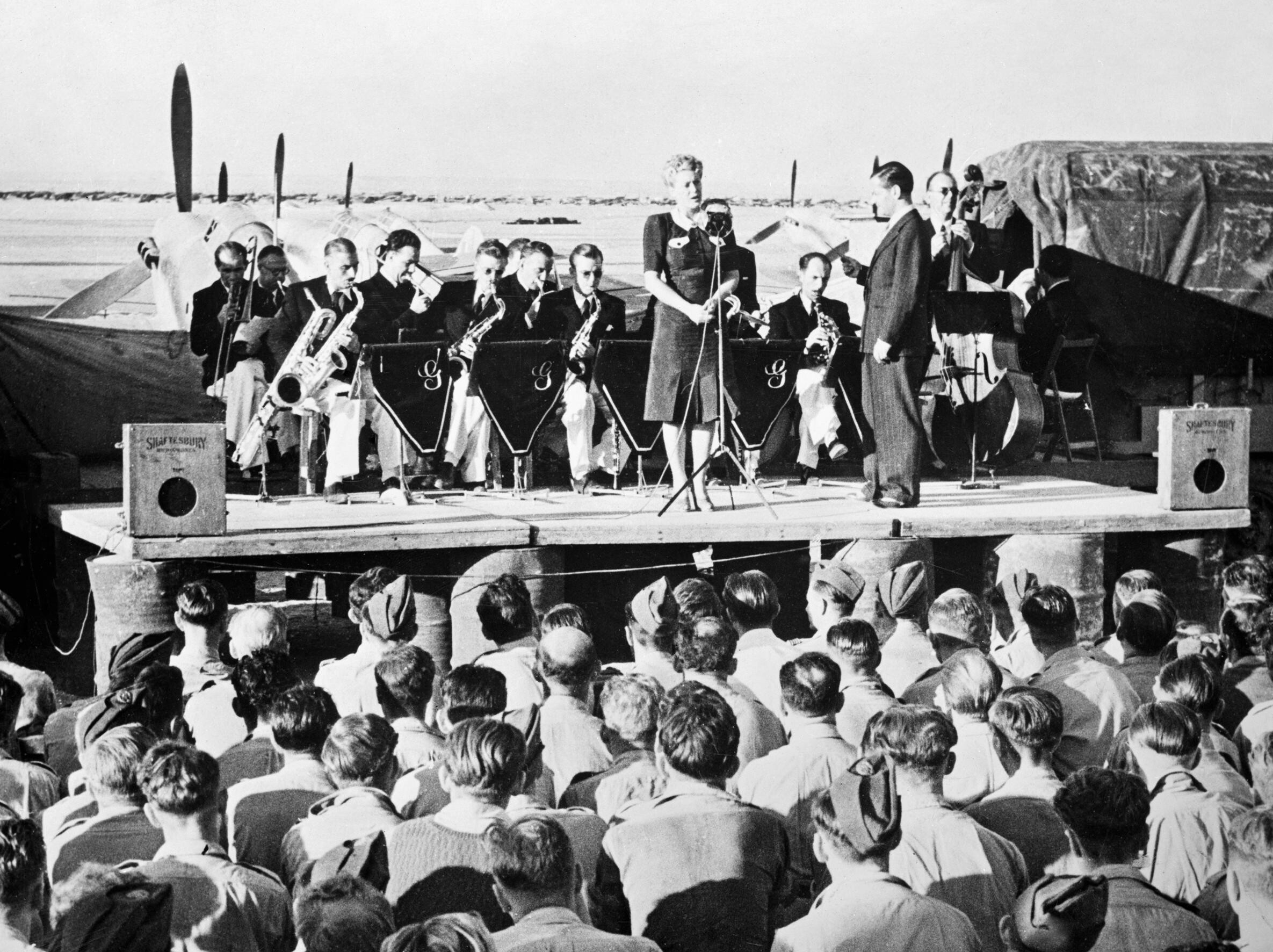
Geraldo und sein Orchester mit der Sängerin Dorothy Carless in Nordafrika (1943)

Geraldo, geboren als Gerald Walcan Bright (* 10. August 1904 in London; † 4. Mai 1974 in Vevey, Schweiz) war ein englischer Bandleader.

## Leben
Geraldo wurde als Gerald Bright geboren und als „Piano Wunderkind“ an der Royal Academy of Music ausgebildet. Sein Orchester war eines der bekanntesten zu seiner Zeit und er besaß in England die gleiche Popularität wie Glenn Miller in den USA.
Geraldo stellte schon in den 1920er Jahren einige Bands auf, wurde aber erst 1925 mit dem St. Anne’s-on-the-Sea Hotel Majestic Orchestra bekannt. Im August 1930 wurde er dann mit seiner Band, farbenfrohen Kostümen und einem neuen Namen als Geraldo Gaucho Tango Band im Londoner Savoy Hotel verpflichtet. 1933 gab er als „Tango King of England“ eine Sondervorstellung für den britischen Königshof. Kurz darauf formte Geraldo sein Orchester in ein Swing- und Tanzorchester um und nannte sich Geraldo & his Sweet Music. Als optischer Leckerbissen – Geraldo und sein Orchester sahen genauso aus, wie man sich ein Swingorchester vorstellte – blieb er fast zehn Jahre im Savoy und hatte angeblich über 2000 Radioauftritte.
Mit dem Ausbruch des Zweiten Weltkriegs wurde Geraldo „Director of Dance Music“ für die BBC mit mindestens neun Rundfunkauftritten pro Woche. Gleichzeitig traten er und seine Band häufig öffentlich auf mit Tourneen im Nahen Osten und Nordafrika. Während dieser Zeit erreichte er – ähnlich wie Glenn Miller – den Gipfel der Popularität. Zu seinen Musikern gehörte der Schlagzeuger Eric Delaney.
In den Nachkriegsjahren verlegte sich Geraldo mehr auf das Management der Bands, die für die Cunard Schifffahrtslinie spielten. Er managte auch die Orchestergräben von Theatern und war Musikdirektor des Schottischen Fernsehens.
Sein Zwillingsbruder war der Pianist Sid Bright.